# Монахиня 2
«Монахиня 2» (англ. The Nun II) — американський готичний надприродний фільм жахів режисера Майкла Чейвса, знятий за сценарієм, написаним Ієном Голдбергом, Річардом Наінгом та Акелою Купер за оповіданням Купера. Продовження фільму «Монахиня» (2018), дев'ятої частини у франшизі «Заклинальний всесвіт». У фільмі зіграли Таїсса Фарміга, Йонас Блоке та Бонні Ааронс, які повернулися до своїх ролей із першого фільму, а до акторського складу приєдналися Сторм Рейд і Анна Поплевелл. Пітер Сафран і Джеймс Ван повернулися як продюсери.
У 2017 році Ван обговорив можливість продовження «Монахині», а в 2019 році Сафран повідомив, що фільм знаходиться на ранній стадії розробки. Спочатку Купер був найнятий як єдиний сценарист для фільму, перш ніж Голдберг і Нейн допомогли завершити сценарій. Режисером цього фільму було оголошено Чавеса, який був режисером двох попередніх фільмів у «Заклинальному всесвіті»: «Прокляття Ла Йорони» (2019) і «Закляття 3: За велінням диявола» (2021). Основні зйомки розпочалися у жовтні 2022 року у Франції.
Кінотеатральний прокат «Монахині 2» у США почався 8 вересня 2023 року.

## Сюжет
Дія фільму відбувається через п'ять років після закінчення першого фільму, а сестра Ірен знову зустрічається віч-на-віч з демонічною силою Валак, монахинею, у школі-інтернаті у Франції.

## У ролях
- Таїсса Фарміга — сестра Ірен[5]
- Йонас Блоке — Моріс[6]
- Сторм Рейд — сестра Дебра[7]
- Анна Попплвелл — Кейт[8]
- Бонні Ааронс — Валак / Черниця[9]
- Кейтлін Роуз Дауні — Софі[8]

## Виробництво

### Підготовка
У серпні 2017 року Ван обговорив можливість продовження «Монахині» та якою може бути його історія: «Я знаю, якщо „Монахиня“ вдасться, куди може привести „Монахиня 2“, як це буде пов'язано з історією Лоррейн, яку ми створили з першими двома фільмами „Закляття“, і як зробити все це циклічно».
У квітні 2019 року Пітер Сафран оголосив, що розробляється продовження. Сафран заявив, що для фільму запланована «справді весела» сюжетна лінія, і прокоментував, що «ще один фільм про „Монахиню“ неминучий». Пізніше того ж місяця Акела Купер підписала проєкт як сценарист, а Сафран і Джеймс Ван погодилися виступити продюсерами.
У лютому 2022 року Таїсса Фарміга заявила, що мала довгі розмови з менеджерами Warner Bros. Pictures щодо повторення її роль з першого фільму, зазначаючи, що обмеження кіноіндустрії внаслідок пандемії COVID-19 затримали цей проєкт. У квітні 2022 року Warner Bros. Pictures офіційно анонсувала фільм як частину свого майбутнього списку на CinemaCon 2022. Наступного дня було оголошено, що режисером фільму стане Майкл Чавес.
У вересні 2022 року стало відомо, що Ієн Голдберг та Річард Нейн працювали співавторами сценарію в його останнього чернетковому варіанті.

### Кастинг
У квітні 2022 року Джеймс Ван підтвердив, що Бонні Ааронс повторить свою роль Валака. У вересні 2022 року Сторм Рейд отримала нову головну роль. У жовтні 2022 року було підтверджено, що Таїсса Фарміга та Йонас Блоке повторять свої ролі з першого фільму, а Анна Попплвел і Кейтлін Роуз Дауні долучились до акторського складу пізніше того ж місяця.

### Зйомки
Попередні зйомки почалися 29 квітня 2022 року. Початок основних було заплановано на 5 вересня 2022 року, але основні зйомки розпочалися у Франції 6 жовтня 2022 року і завершилися пізніше того ж року.

## Реліз
Прем'єра «Монахині 2» запланована Warner Bros. Pictures і New Line Cinema у США на 8 вересня 2023 року.

## Дубляж українською
- Студія: Постмодерн[25]
- Режисер дубляжу: Людмила Петриченко
- Перекладачка: Олеся Запісочна
- Координатор проекту: Юлія Кузьменко

Ролі дублювали:
- Сестра Айрін - Марина Локтіонова
- Моріс - Юрій Сосков
- Софі - Галина Дубок
- Сестра Дебра - Вікторія Тишкевич
- Кейт - Вікторія Мотрук
- Сімон - Єлизавета Мастаєва
- Селест - Лейла-Султанія Кім
- Мадам Лоран - Ольга Радчук
- Отець Рідлі - Євген Пашин
- Жак - Михайло Пулянський
- Отче Нуаре - Володимир Кокотунов
- Кардинал Конрой - Володимир Кришталь
- Сестра Астрід - Наталія Романько-Кисельова
- Сестра Амара - Лариса Руснак
- Настоятелька - Наталя Надірадзе
- Диякон Скотт - Дмитро Терещук
- Ед Воррен - Олег Лепенець